# Campbell Trophy (Grand Prix)
Campbell Trophy – wyścig samochodowy, odbywający się w latach 1937-1939 na torze Brooklands nieopodal Weybridge w hrabstwie Surrey.

## WYniki
| Rok  | Data        | Klasa         | Zwycięzca | Zwycięzca    | Zwycięzca    | 2. miejsce | 2. miejsce      | 2. miejsce   | 3. miejsce | 3. miejsce          | 3. miejsce       | Wyniki |
| Rok  | Data        | Klasa         | Nr        | Kierowca     | Samochód     | Nr         | Kierowca        | Samochód     | Nr         | Kierowca            | Samochód         | Wyniki |
| ---- | ----------- | ------------- | --------- | ------------ | ------------ | ---------- | --------------- | ------------ | ---------- | ------------------- | ---------------- | ------ |
| 1937 | 1 maja      | Ponad 1500 cc | 2         | Prince Bira  | Maserati 8CM | 15         | Teddy Rayson    | Maserati 4C  | 21         | Anthony Powys-Lybbe | Alfa Romeo Monza | Wyniki |
| 1937 | 1 maja      | 1500 cc       | 15        | Teddy Rayson | Maserati 4C  | 6          | Denis Scribbans | ERA B-Type   | 5          | Reggie Tongue       | ERA B-Type       | Wyniki |
| 1938 | 18 kwietnia | N/A           |           | Prince Bira  | ERA          | 5          | Arthur Dobson   | ERA          |            | Arthur Hyde         | Maserati 8CM     | Wyniki |
| 1939 | 7 sierpnia  | N/A           |           | Raymond Mays | ERA D-Type   |            | Prince Bira     | Maserati 8CM |            | Peter Aitken        | ERA B-Type       | Wyniki |